# Socialsciovinismo
Il termine socialsciovinismo (o socialpatriottismo, termine quest'ultimo giudicato «meno preciso» da Lenin) indica l'attitudine mostrata da quanti, appartenendo ad una forza politica socialista o socialdemocratica, tendono ad appoggiare aprioristicamente la propria nazione (sul campo politico, culturale, etc.) e a sostenerne le posizioni nei confronti degli altri paesi. Questo atteggiamento, che sconfina appunto nello sciovinismo e che diviene ancor più evidente nel caso di una guerra, contrasta con i principi internazionalistici del socialismo stesso, e si identifica perciò come una contraddizione in termini.

## Storia

Lenin

Lenin in particolare utilizzò questo termine riferendolo a tutte le organizzazioni socialdemocratiche dei maggiori Stati europei, che portavano avanti una politica che era socialmente attenta all'interno dei confini nazionali, ma fortemente imperialista nei confronti di altre nazioni più deboli, in evidente conflitto con la propensione internazionalistica del pensiero marxista della abolizione dello sfruttamento capitalistico. Nel settembre del 1915 a Zimmerwald, in Svizzera, i partiti socialisti russo, italiano e svizzero convocarono una conferenza internazionale nel tentativo di evitare che gli altri partiti socialisti europei appoggiassero le operazioni belliche dei propri paesi; la conferenza si rivelò però un sostanziale fallimento, in particolare per la mancata risposta dei socialisti tedeschi, e anche un secondo tentativo in tale senso effettuato pochi mesi dopo a Kienthal si concluse con un nulla di fatto.